# قوة الرد لحلف الناتو
قوة الرد التابعة لحلف الناتو (بالإنجليزية: NATO Response Force أو NRF)، هي قوة استعداد عالية تتألف من وحدات برية وجوية وبحرية وقوات خاصة قادرة على الانتشار بسرعة في العمليات حيثما دعت الحاجة.

## خلفية
الغرض من القوة هو توفير قوة رد سريعة ذات كفاءة عالية لدعم مهام الناتو كما هو مطلوب. تم اعتماد مفهوم القوة لأول مرة مع إعلان رؤساء دول الناتو في قمة براغ في 22 نوفمبر 2002. ثم تمت الموافقة عليها من قبل وزراء دفاع الناتو في يونيو 2003، وتم إنشاء أول مقر رئيسي في أكتوبر 2003 في إيطاليا تحت قيادة قيادة القوة المشتركة لحلف شمال الأطلسي في برونسوم بهولندا.
تتطلب القوات المتناوبة من الدول تلبية المعايير المطلوبة للدفاع الجماعي والعمليات الاستكشافية. نظرًا لأن المعايير عالية جدًا، فإن المشاركة في القوة يسبقها برنامج تدريبات الناتو لمدة ستة أشهر من أجل دمج الوحدات الوطنية المختلفة وتوحيدها. بشكل عام، تنفذ الدول فترة ما قبل التدريب استعدادًا لتدريبات الناتو تتراوح بين 6-18 شهرًا. بمجرد تفعيل فرق الاستطلاع يتم نشرها في غضون 5 أيام. هذه هي المرحلة الأولى من عدد من مراحل النشر التي تؤدي إلى نشر كامل قوة المهام المشتركة في المقر الرئيسي وقوات الرد الفوري في غضون 30 يومًا.

## مهام
تم اعتماد قوة الرد من قبل الناتو لأداء مجموعة متنوعة من المهام بما في ذلك: توفير القدرة على الاستجابة الفورية لإجراء دفاع جماعي لأعضاء الحلف في حالة عملية المادة الخامسة؛
- عمليات إدارة الأزمات؛
- العمل كنشر أولي للقوات كمقدمة لنشر قوة أكبر بكثير؛
- عمليات دعم السلام؛
- الإغاثة في حالات الكوارث؛
- حماية البنية التحتية الحيوية.

## هيكل
تتكون قوة الرد من ثلاثة عناصر:
- عنصر القيادة والتحكم
- قوة الاستجابة الفورية
- تجمع قوى الاستجابة

عنصر القيادة والتحكم: يعتمد على مقر قيادة القوة المشتركة القابل للنشر. يتمتع القائد الأعلى للحلفاء في أوروبا بالقيادة الإستراتيجية الشاملة لقوات الرد. تتناوب قيادتا القوة المشتركة لحلف الناتو، ومقرهما في برونسوم بهولندا ونابولي بإيطاليا، لمدة عام واحد لقيادة قوة الرد السريع.
قوة الاستجابة الفورية: تم تصميمها لتوفير الاستجابة الأولية للأزمة ولا يتم تحجيمها لتكون قوة قائمة بذاتها باستثناء أصغر العمليات. إذا كانت هناك حاجة إلى مزيد من القدرات البرية أو البحرية أو الجوية، فسيتم سحبها من تجمع قوات الاستجابة.
تجمع قوات الاستجابة: تتكون من مجموعة واسعة من القدرات العسكرية تشمل القيادة والسيطرة والوحدات القتالية والدعم. لا يوجد حجم ثابت للتجمع. القوات المساهمة في التجمع مأخوذة من مجموعة أوسع بكثير من قوات الحلفاء أو قوات الشركاء الوطنية القابلة للانتشار.

## قوة المهام المشتركة عالية الجاهزية
خلال قمة ويلز عام 2014، اتفق قادة الناتو على إنشاء قوة عمل مشتركة عالية الاستعداد. ستكون القوة بمثابة «قوة رأس حربة» عالية الاستعداد وقادرة على الانتشار في وقت قصير للتهديدات ضد سيادة الناتو. وستتألف من لواء بري قوامه حوالي 5000 جندي تدعمه القوات الجوية والبحرية والقوات الخاصة. سيتم دعم قوة المهام المشتركة من قبل لواءين أرضيين إضافيين باعتباره «قدرة تعزيز سريعة» في حالة حدوث أزمة كبيرة. وإجمالاً، ستصل قوة الرد المعززة لحلف الناتو إلى حوالي 30 ألف جندي.

## عمليات النشر
اعتبارًا من يناير 2015، تم استخدام الوحدات المخصصة لقوة الرد السرع في أربع مناسبات:
- الألعاب الأولمبية في أثينا عام 2004؛
- الانتخابات الرئاسية الأفغانية عام 2004؛
- المساعدة الإنسانية في أعقاب إعصار كاترينا في عام 2005؛
- الإغاثة الإنسانية في أعقاب زلزال باكستان عام 2006.

## المشاركون من خارج الناتو
من بين شركاء الناتو غير الأعضاء، انضمت فنلندا والسويد إلى قوة الاستجابة في 2008  و2013  على التوالي. بدأت أوكرانيا وجورجيا المساهمات، على التوالي، في 2014  و2015.

## روابط خارجية
- مقال رسمي عن قوة الرد التابعة لحلف الناتو
- مقال هام لمجلة الناتو
- مقالة وزارة الخارجية الأوكرانية
- صحيفة وقائع NRF
- قوة الرد التابعة لحلف الناتو - تسهيل حرب التحالف من خلال نقل التكنولوجيا وتبادل المعلومات